# Antické dostihy

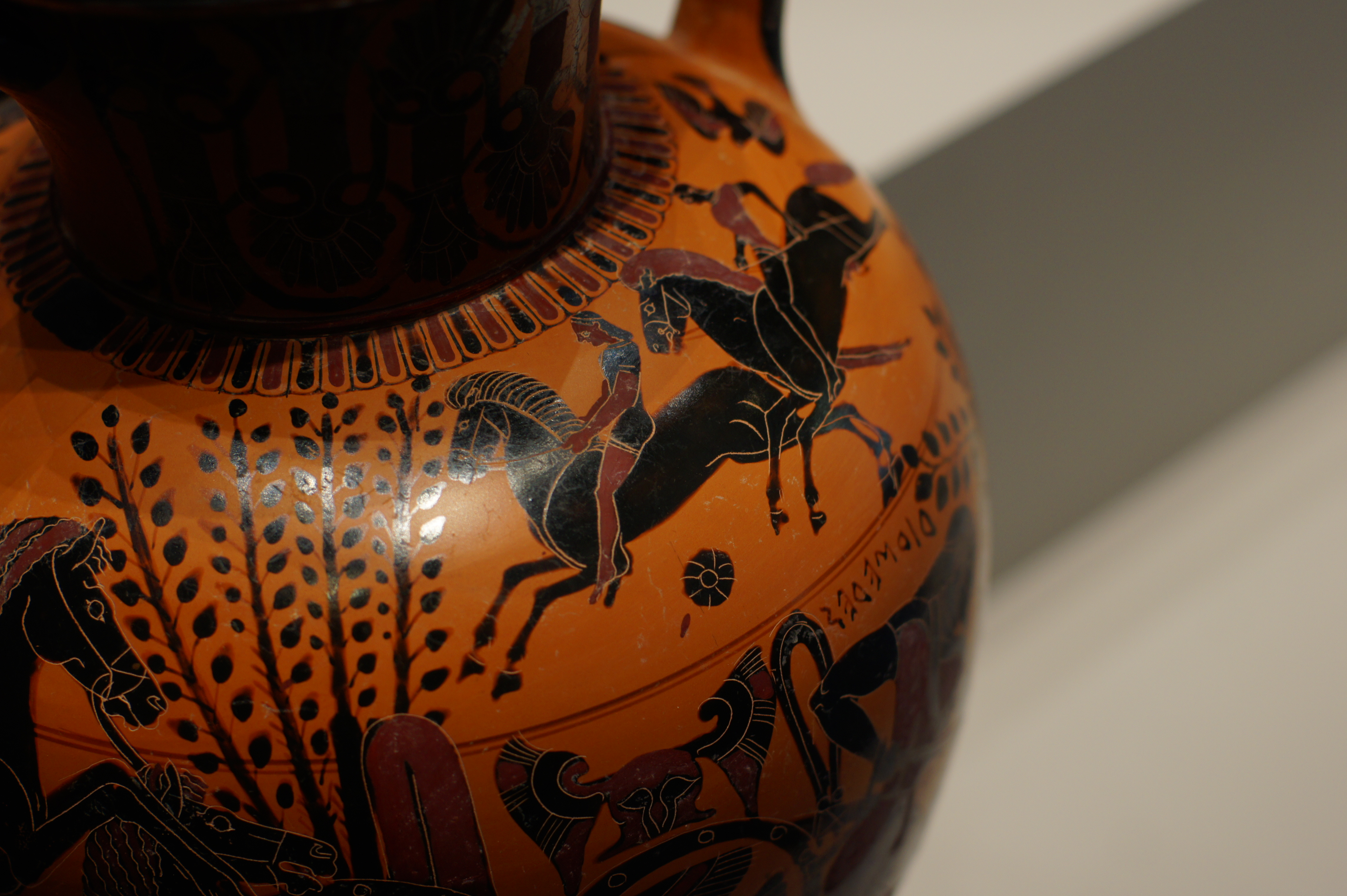
Jezdci na koních na černofigurové antické amfoře

Dostihy (starořecky ἵππος κέλης–Hippos Keles) byly v starověkém Řecku soutěžní jezdeckou disciplínou Panhelénských her.
Antické jezdecké závody se od dnešních odlišovaly. Jezdci nepoužívali sedla, ani třmeny a ostruhy. Seděli nanejvýš na vlněných podložkách v krátkých přepásaných chitónech a někdy i nazí. Namísto dnešní přilby měli jen vlasy svázané stuhou. Koně poháněli bičíky, bodci nebo pomlázkami, které drželi v pravé ruce a otěže v levé. Stejně jako při dnešních žokejů se i od nich požadovalo, aby byly lehcí.
V Olympii byly dostihy zavedeny na 33. hrách v roce 648 př. n. l. Závodníci byli většinou námezdní, jen vzácně soutěžili majitelé koní osobně. Vítězný olympijský věnec si ale vždy odnesl jen majitel koně. Jelikož byli koně v starověkém Řecku drazí a vlastnili je jen bohatí občané, dostihy zůstaly vždy "sportem aristokratů." I jezdci (hippeis) byli do války rekrutování převážně z vyšších tříd. Koní bylo málo ve většině řeckých států, hlavně kvůli nevhodnému terénu a nákladům tím spojeným při jejich chovu.
Délka trati je u jednotlivých jezdeckých závodů neznámá, protože olympijský Hippodrom zmizel beze stopy. Podle odhadů vycházejících z Pindarových výrazů dodekandromos (12 tratí, nebo okruhů) a dodekagnamptos (dvanáct obrátek), které zazněly v jeho básních při popisu jezdeckých závodů, měla délka tratě při závodech na vozech přibližně 13,5 km a při jezdeckých závodech 6,25 km. V úvahu se přitom vzaly rozměry Koňského náměstí v Istanbulu, bývalého Hippodromu, místa, kde byzantští císaři organizovali jezdecké závody.